# Pietà (Malta)
Pietà (officiële naam Tal-Pietà; ook wel Gwardamanġa genoemd) is een kustplaats en gemeente op het eiland Malta met een inwoneraantal van 3853 (november 2005). De plaats is in feite vastgegroeid aan de hoofdstad Valletta.
De naam Pietà komt uit het Italiaans en betekent “gratie”. Vanuit Pietà vertrekken veerboten naar Gozo en Sicilië. Ook ligt er in de Haywharf-werf een depot van het Maltese leger waarin de patrouilleboot ligt aangemeerd.
In Pietà staat een beroemde 17de-eeuwse Mariakapel. De kerk, die is gebouwd in 1968, wordt beheerd door Dominicanen en is gewijd aan Onze-Lieve-Vrouw van Fátima (Maltees: Il-Madonna ta' Fatima), de beschermheilige van Pietà. Haar jaarlijkse festa wordt gevierd in mei of juni.

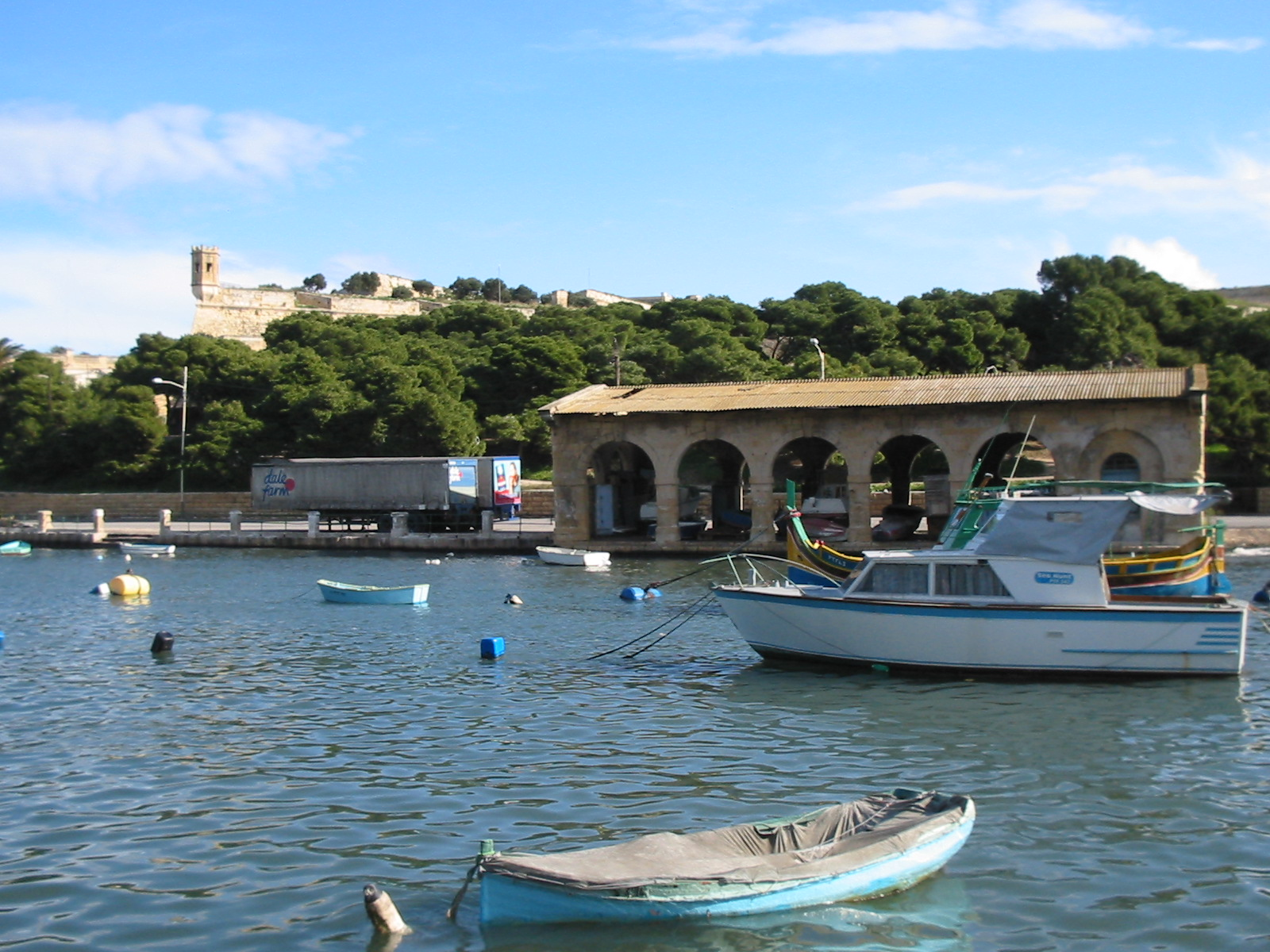
De kustlijn bij Pietà

## Geboren in Pietà
- Joseph Muscat (1974), politicus
- Diane Borg (1990), atlete